# マティアス・フォークト

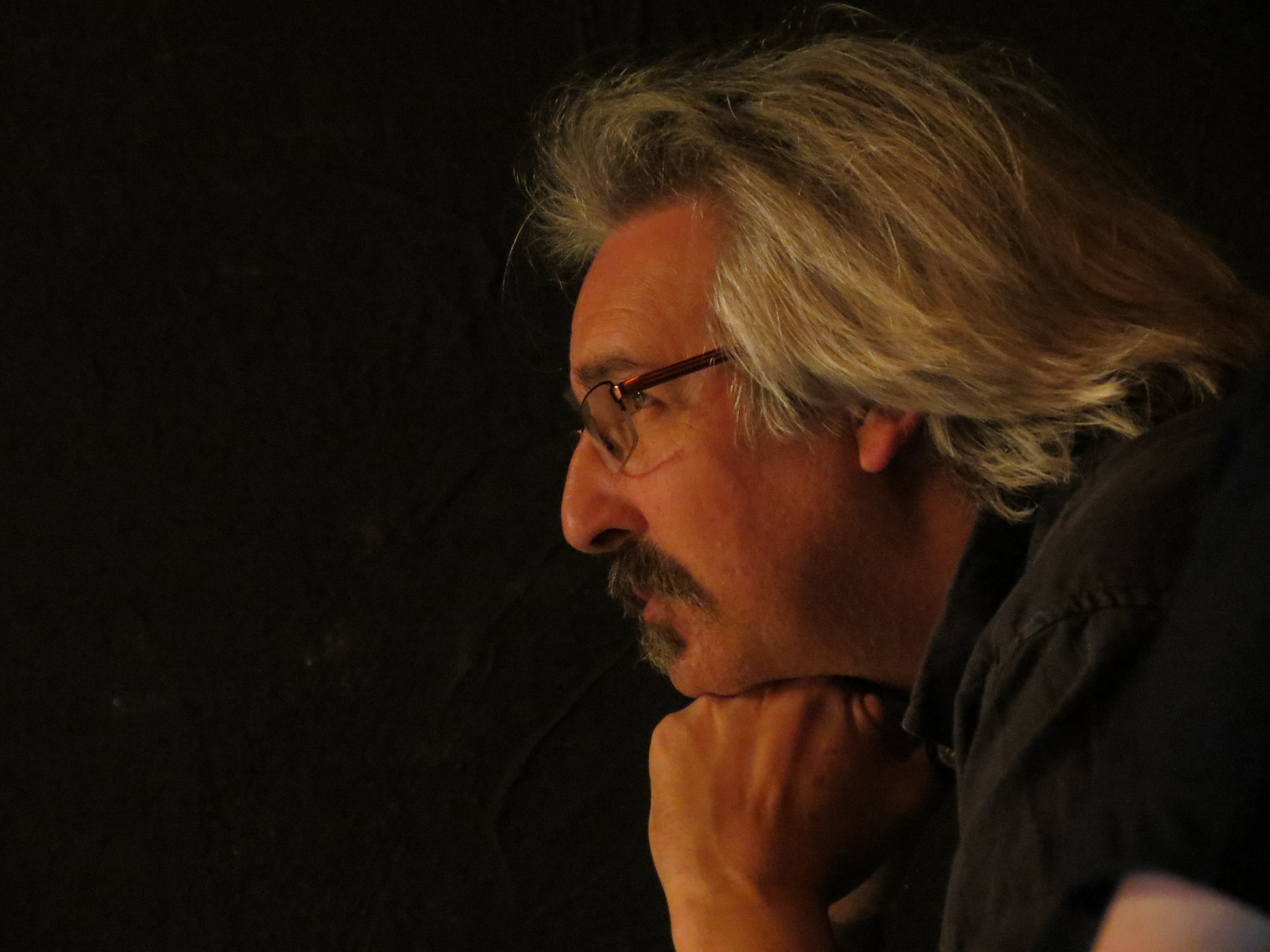
マティアス・フォークト（2012年）

マティアス・テオドーア・フォークト（Matthias Theodor Vogt, 1959年 - ）は、ローマ生まれのドイツの歴史家、音楽学者。1997年より、ツィッタウ・ゲルリッツ大学 (Hochschule Zittau/Görlitz) において文化政策および文化史の教授を務めている。また、ザクセン文化インフラストラクチャー研究所 (Institut für kulturelle Infrastruktur Sachsen) の創設者である。専門領域は舞台芸術学、哲学、ドイツ学および音楽学。1990年以降は、文化における政治・経済とともに、ヨーロッパでの文化変容に関する諸問題を調査している。100冊以上の出版物の著者もしくは編者であり、それらは広くベルリン、ブリュッセル、フランクフルト・アム・マイン、ニューヨーク、オックスフォード、ウィーン、そして東京で出版されている。さらに、ユネスコが後援する、文化の発展に関わる諸機関・団体との協同も行っている。ドイツ政府および各地域の公的機関との仕事に携わってきたフォークトは、ヨーロッパ、特にドイツにおいて、文化政策に関する研究者であるとともに、文化政策の改革者であるともみなされている。

## 経歴および研究活動
フライブルク・イム・ブライスガウの近隣地域で育った。祖父は、ナチスによってケーニヒスベルク大学を免職されたテオドーア・シュピラである。5歳の頃、フルートを習い始めた。1971年からは、バーゼル音楽院でニコラウス・ウーレンフート (Nikolaus Uhlenhut)、後にはフライブルク音楽大学のアティス・タイヒマニス (Atis Teichmanis) とチェロを学び、さらにルイジ・ノーノおよびハンス＝ペーター・ハラーの下で作曲を学んだ。グラマー・スクールを出ると、フォークトはミュンヘン（ミュンヘン大学）、エクス＝アン＝プロヴァンス、パリ（パリ第4大学）、およびベルリン（ベルリン工科大学）で舞台芸術学、哲学、音楽学、ドイツ学を学んだ。
1983年、クラウス・ラザロヴィッツ (Klaus Lazarowicz) とズザンネ・フィル (Susanne Vill) の指導の下、ミュンヘン大学にて修士号を取得。1988年、カール・ダールハウスの下、ベルリン工科大学にて博士号を取得。修士号取得後は、ウィーン国立歌劇場、ザルツブルク音楽祭、ミラノ・スカラ座、ヴェネツィア・ビエンナーレ、パリ・シャトレ座、モスクワ国立喜歌劇場 (Moscow Operetta Theatre)、ルセ国立劇場（ブルガリア）、ローマのアクアリオ・ロマーノなど、音楽界における重要な劇場や音楽祭での仕事に携わった。1986年から1989年にかけては、バイロイト音楽祭のプログラム冊子の編集を担当した。
音楽家、音楽学者としての彼の関心は、現代音楽および劇場やオペラ制作において音楽の果たす役割へと向かって行った。ルイジ・ノーノのオペラ《プロメテオ》、ルチアーノ・ベリオのオペラ《アスコルトの王様》(Un Re in Ascolto)、カールハインツ・シュトックハウゼンの連作オペラ《光》より《土曜日》の世界初演に協力している。
1983年以降、フォークトは英語、ドイツ語、フランス語、イタリア語による教育活動を行っており、これまでにヨーロッパ、日本、アメリカの複数の大学で客員教授として講演を行った。学生のためのイベントや会議も多数企画しており、例えば自然科学分野の専門家たちと若い音楽家たちの複数回にわたる会議などが挙げられる。

## 文化活動
フォークトの功績の一つは、文化に対する政府支出に関する規制を緩和するための、新しい法的枠組みを発展させたことであり、ザクセン州の文化領域に関する新法「ザクセン文化地域法」(SächsKRG 20.01.1994) の草稿を書いている。この法律はドイツ連邦議会において、他の州にとってのモデルとなるものとして推奨された。
研究者としては、ヨーロッパ文化史、特に文化の変容過程と、文化政策に関する問題を手掛けている。彼の主要な関心事は、文化政策研究の方法論的側面である。その他、国内のマイノリティ、特にラウジッツ地方のマイノリティも研究の対象としており、『マイノリティ問題のためのヨーロッパ・ジャーナル』の共編者を務める。
こうした関心の結果、1997年、フォークトはユネスコ事務局長フェデリコ・マヨールの援助を受け、ツィッタウ・ゲルリッツ大学とザクセン文化インフラストラクチャー研究所の協同により、新しいカリキュラム「文化および文化マネジメント」（学士課程／修士課程）を創設した。このカリキュラムは、学生たちに対し、主に中央ヨーロッパに関する問題群を対象とするカルチュラル・スタディーズと経済学を紹介することを目的としている。
ザクセン文化インフラストラクチャー研究所は州大臣ハンス・ヨアヒム・マイヤーと、数年にわたり州政府の仕事をしていたフォークトによって、1994年に設立された。1999年からは、研究所の本部はゲルリッツに近いクリンゲヴァルデの邸宅に置かれるようになった。この研究所の監査委員会には、フライア・フォン・モルトケ、ユーディ・メニューイン、クシシュトフ・ペンデレツキ らが集った。学術評議会の会長には、ダルムシュタットのドイツ・ポーランド協会会長のディーター・ビンゲン (Dieter Bingen)、プラハの哲学者ヤン・ソコル、ウィーンを拠点とする文化経済学者ペーター・ベンディクセンが就いた。
1990年代より、フォークトは文化マネジメントに関するヨーロッパ・ネットワークの構築を行っており、現在ドイツ、ポーランド、ハンガリー、ルーマニア、イタリア、フランス、チェコ、リトアニア、ラトビア、スペイン、フィンランド、ロシア、スウェーデン、スロヴァキア、ブルガリア、グルジア、モンゴル、日本の大学や研究機関が参加している。フォークトは「コレギウム・ポンテス・ゲルリッツ‐ズゴジェレツ‐ズホリェルツ」のような数多くの国を越えた協同研究イニシアティブやプロジェクトの主唱者である。現在、彼は多国間研究プロジェクトの下、「中規模都市における頭脳流入」について研究を行っている。
フォークトは国際化および異文化理解に関して優れた業績をあげた人々を表彰するブリュッケプライス協会 の会長でもある。受賞者に、フライア・フォン・モルトケ、ヴワディスワフ・バルトシェフスキ、ノーマン・デイヴィス、フリッツ・スターン 、タデウシュ・マゾヴィエツキらがいる。

## 著書・共著書[14]
- Die Genese der Histoire du Soldat von Charles-Ferdinand Ramuz, Igor Strawinsky und René Auberjonois. Bamberg 1989 [Dissertation an der Technischen Universität Berlin]. https://web.archive.org/web/20140112191133/http://kultur.org/vogt-histoire-du-soldat-einleitung
- Das Gustav-Mahler-Fest Hamburg 1989. Bericht über den Internationalen Gustav-Mahler-Kongreß. Bärenreiter-Verlag Kassel, Basel, London, New York 1991.[15] ISBN 3-7618-1015-6
- Makroperspektivische Überlegungen zur Neuordnung der sächsischen Theater- und Orchesterlandschaft. Nemi 1992.
- Kulturräume in Sachsen, eine Dokumentation. Mit einer photographischen Annäherung von Bertram Kober und dem Rechtsgutachten von Fritz Ossenbühl. Kulturelle Infrastruktur Band I, Universitätsverlag Leipzig, 1. Aufl. 1994, 2. erw. Aufl. 1996, 3. Aufl. 1997. ISBN 3-931922-04-9
- Individuum versus Institution. Bericht über das Tannhäuser-Symposium Ustí nad Labem. Together with Udo Bermbach, Ulrich Müller. Kulturelle Infrastruktur Band VII. Leipzig 1996. ISBN 3-931922-25-1
- Hans Joachim Meyer: Lehrlinge im eigenen Land. Reden über Kultur 1991 - 1996. Together with Reiner Zimmerman, Hartmut Häckel. Kulturelle Infrastruktur Dokumente Band I, Leipzig 1996. ISBN 3-931922-36-7
- Die Zukunft unserer Zoos. Haltungs- und Marketingstrategien. Together with Hubert Lücker. Kulturelle Infrastruktur Band IV, Leipzig 1996. ISBN 3-931922-09-X
- Kultur und Wirtschaft in Dresden. Together with Ulrich Blum, Stefan Müller. Kulturelle Infrastruktur Band VI. Leipzig 1997. ISBN 3-931922-20-0
- Soziale Sicherheit von Berufsmusikern. Bericht über die Tagung Bad-Elster. Together with Hans Herdlein. Kulturelle Infrastruktur Band II, Leipzig 1997. ISBN 3-931922-12-X
- Was soll ein Bundeskulturminister tun? Perspektiven der Kulturpolitik in Deutschland. Dresden 1998. http://kultur.org/media/Vogt_1998a_Bundeskulturminister.pdf
- Bürgerschaftliches Engagement im Kulturbereich. Bericht über die Tagungen Görlitz und Dresden. Together with Marc Fumaroli, Erwin Scheuch. Kulturelle Infrastruktur Band III. ISBN 3-931922-15-4
- Kultur im ländlichen Raum. Das Beispiel Mittelsachsen. Kulturelle Infrastruktur Band VIII. Leipzig, 2000. ISBN 3-931922-21-9
- ARCIWEB Art and Cultural Cities: New Employment Laboratories. Lokal Report Germany. Die Ergebnisse der Fallstudien in Dresden und Görlitz. Together with Marc Fumaroli, Erwin Scheuch, Karl-Siegbert Rehberg, Patrick Ostermann, Karen Voigt: Dresden, 2000.
- Die Transformationsprozesse im Kulturbereich mittel- und ostmitteleuropäischer Städte im Hinblick auf das Dritte System. Ein Forschungsprojekt des Instituts für kulturelle Infrastruktur Sachsen, gefördert von der VolkswagenStiftung. Together with Karl-Siegbert Rehberg, Patrick Ostermann, Karen Voigt in Zusammenarbeit mit Kálmán Rubovszky, Debrecen, Grazyna Prawelska-Skrzypekt, Krakau, Jaroslav Borecký und Dr. Libor Prudký, Prag, Peteris Lakis, Riga. Görlitz 2000
- Kulturen in Begegnung. Bericht über das Collegium Pontes Görlitz-Zgorzelec-Zhořelec 2003. Beihefte zum Orbis Linguarum, Band 33. Publikationen des Collegium Pontes. Together with Jan Sokol, Eugeniusz Tomiczek. Oficyna Wydawnicza ATUT Wrocław und Görlitz 2005. ISBN 83-7432-018-4
- Der Beitrag der Kirchen und Religionsgemeinschaften zum kulturellen Leben in Deutschland. Gutachten des Instituts für kulturelle Infrastruktur Sachsen im Auftrag der Enquete-Kommission „Kultur in Deutschland“ des Deutschen Bundestages vorgelegt von Prof. Dr. Matthias Theodor Vogt, Görlitz. Publiziert im Anhang zu: Deutscher Bundestag (Hg.): Kultur in Deutschland. Schlußbericht der Enquete-Kommission des Deutschen Bundestages. Regensburg 2008 (auf CD). ISBN 978-3-932581-93-9.
- Bedingungen europäischer Solidarität. Schriften des Collegium Pontes I. Verlag Peter Lang, Frankfurt am Main etc. 2009. Together with Jan Sokol, Beate Ociepka, Detlef Pollack, Beata Mikołajczyk. ISBN 978-3-631-58030-1
- Peripherie in der Mitte Europas. Schriften des Collegium Pontes II. Verlag Peter Lang, Frankfurt am Main etc. 2009. Together with Jan Sokol, Beate Ociepka, Detlef Pollack, Beata Mikołajczyk. 978-3-631-58031-8 k
- Die Stärke der Schwäche. Schriften des Collegium Pontes III. Verlag Peter Lang, Frankfurt am Main etc. 2009. Together with Jan Sokol, Beate Ociepka, Detlef Pollack, Beata Mikołajczyk. ISBN 978-3-631-58032-5
- Europäisierung im Alltag. Schriften des Collegium Pontes IV. Verlag Peter Lang, Frankfurt am Main etc. 2009. Together with Jan Sokol, Beate Ociepka, Detlef Pollack, Beata Mikołajczyk. ISBN 9783631580332
- Der Fremde als Bereicherung. Schriften des Collegium Pontes. Band V. Together with Jan Sokol, Dieter Bingen, Jürgen Neyer, Albert Löhr. Verlag Peter Lang, Frankfurt etc. 2010 ISBN 978-3-631-60233-1
- Minderheiten als Mehrwert. Schriften des Collegium Pontes, Band VI. Together with Jan Sokol, Dieter Bingen, Jürgen Neyer, Albert Löhr. Verlag Peter Lang Frankfurt am Main etc. 2010 ISBN 978-3-631-60239-3